# Condado de Stillwater
El condado de Stillwater (en inglés: Stillwater County), fundado en 1913, es uno de los 56 condados del estado estadounidense de Montana. En el año 2000 tenía una población de 8.195 habitantes con una densidad poblacional de 2 personas por km². La sede del condado es Columbus.

## Geografía
Según la Oficina del Censo, el condado tiene un área total de 4675 km² (1805,0 mi²), de la cual 4649 km² (1795,0 mi²) es tierra y 26 km² (10,0 mi²) (0,53%) es agua.

### Condados adyacentes
- Condado de Golden Valley - norte
- Condado de Yellowstone - este
- Condado de Carbon - sur
- Condado de Park - suroeste
- Condado de Sweet Grass - oeste

## Carreteras
- Interestatal 90
- U.S. Highway 10 (antigua)
- Carretera Estatal de Montana 78

## Demografía
En el 2000 la renta per cápita promedia del condado era de $39 205, y el ingreso promedio para una familia era de $45 238. En 2000 los hombres tenían un ingreso per cápita de $32 148 versus $19 271 para las mujeres. El ingreso per cápita para el condado era de $18 468. Alrededor del 9,80% de la población estaba bajo el umbral de pobreza nacional.

## Comunidades

### Pueblo
- Columbus

### Lugares designados por el censo
- Absarokee
- Park City
- Reed Point

### Otras comunidades
- Fishtail
- Molt
- Rapelje